# Freemake Video Downloader
Freemake Video Downloaderは、Freemake.comによって開発されたフリーウェアのビデオダウンローダーである。 このソフトは、YouTube、ニコニコ動画、 Megavideo、Facebookと他のサイトからFLV、MP4、3GPのビデオをダウンロードするために使用される。
Freemake.comはイギリスの会社 DigitalWave Ltd. が運営する。

## 特長
ユーザーは、Freemake Video Downloaderを使って、YouTube、ニコニコ動画、Google、Facebook、Dailymotion、およびその他の何十もの人気の高い動画サイトからの動画をダウンロードすることができる。
Freemake Video Downloader によって 、人気のサイトからビデオをダウンロードして、ロスレスオーディオを抽出して、AVI、MP3、MKV、iPod、 iPhone、PSP、Androidにオンラインビデオを変換することができる。 
同ソフトウェアは、動画をダウンロードする際に、4K 4096p、HD 1808p、HD720p、480p、320p、および240pなどのさまざまな動画品質を設定することが可能で、ユーザーはその中から必要な設定を選択することができる。
MP4（iPod / iPhone / Android / PSP）に変換できるコンバータ機能を搭載。
FacebookとYouTubeの場合は、それぞれ複数のアカウント情報をFreemake Video Downloaderに登録しておくことで、フレンド限定のプライベート動画をダウンロード対象として含めることもできる。